# South Georgia Tormenta Football Club
South Georgia Tormenta FC, também conhecido apenas como Tormenta FC, é uma agremiação esportiva da cidade de Statesboro, Geórgia.  Atualmente disputa a USL League One. O clube disputou a Premier Development League entre 2016 e 2018.

## História
Fundado em 2015, o South Georgia Tormenta FC foi o primeiro clube esportivo da história de Statesboro. O clube foi anunciado como franquia de expansão da PDL no dia 8 de agosto de 2015. Seu primeiro jogo oficial foi contra o Carolina Dynamo no dia 21 de maio de 2016. Sua primeira vitória foi contra o Charlotte Eagles no dia 16 de junho de 2016.
No dia 25 de janeiro de 2018 o Tormenta FC foi anunciado como o primeiro membro fundador da USL League One, se juntando a liga em 2019.

## Estatísticas

### Participações
|  | Participações em 2020 |

| Competição     | Competição               | Temporadas | Melhor campanha     | Estreia | Última | P | R |
| Estados Unidos | Lamar Hunt U.S. Open Cup | 3          | Segunda Fase (2018) | 2018    | 2020   |   | – |